# 전북특별자치도산림박물관
전북특별자치도산림박물관은 전북특별자치도 순창군 소재의 박물관이다.

## 연혁
- 2002년 3월 25일 개관.

## 관람 안내
관람 시간
- 3~10월: 09:00 ~ 18:00
- 11월~이듬해 2월: 09:00 ~ 17:00

휴관일
- 매주 월요일 (단, 공휴일과 겹치는 경우 익일)
- 1월 1일, 설, 추석